# Équipe du Paraguay de football à la Copa América 1999
L'équipe du Paraguay de football participe à sa 30e Copa América lors de l'édition 1999 qui se tient sur son sol du 29 juin 1999 au 18 juillet 1999. Elle se rend à la compétition en tant que quart de finaliste de la Copa América 1997.
Les Paraguayens atteignent de nouveau les quarts de finale et ils perdent contre l'Uruguay après une séance de tirs au but.

## Résultat

### Premier tour
| Classement final |          |     |   |   |   |   |    |    |      |
|                  | Équipe   | Pts | J | G | N | P | BP | BC | Diff |
| 1                | Paraguay | 7   | 3 | 2 | 1 | 0 | 5  | 0  | +5   |
| 2                | Pérou    | 6   | 3 | 2 | 0 | 1 | 4  | 3  | +1   |
| 3                | Bolivie  | 2   | 3 | 0 | 2 | 1 | 1  | 2  | -1   |
| 4                | Japon    | 1   | 3 | 0 | 1 | 2 | 3  | 8  | -5   |

| 29 juin   | Paraguay | 0 | 0 | Bolivie |
| 29 juin   | Pérou    | 3 | 2 | Japon   |
| 2 juillet | Paraguay | 4 | 0 | Japon   |
| 2 juillet | Pérou    | 1 | 0 | Bolivie |
| 5 juillet | Bolivie  | 1 | 1 | Japon   |
| 5 juillet | Paraguay | 1 | 0 | Pérou   |

| 29 juin 1999 | Paraguay | 0 – 0   | Bolivie | Estadio Defensores del Chaco (Asuncion)               |                                                       |
|              |          | (0 - 0) |         | Spectateurs : 42 000 Arbitrage : Mario Sánchez Yantén | Spectateurs : 42 000 Arbitrage : Mario Sánchez Yantén |

| 2 juillet 1999 | Paraguay                               | 4 – 0   | Japon | Estadio Defensores del Chaco (Asuncion)           |                                                   |
|                | Benítez 18e, 62e · Santa Cruz 40e, 86e | (2 - 0) |       | Spectateurs : 40 000 Arbitrage : Benito Archundia | Spectateurs : 40 000 Arbitrage : Benito Archundia |

| 5 juillet 1999 | Paraguay       | 1 – 0   | Pérou | Monumental Río Parapití (Pedro Juan Caballero) |                                             |
|                | Santa Cruz 88e | (0 - 0) |       | Spectateurs : 20 000 Arbitrage : Óscar Ruiz    | Spectateurs : 20 000 Arbitrage : Óscar Ruiz |

### Quart de finale
| 10 juillet 1999 | Uruguay           | 1 – 1 a.p. | Paraguay    | Estadio Defensores del Chaco (Asuncion)     |                                             |
| | Zalayeta 65e      | (0 - 1) | Benítez 15e | Spectateurs : 45 000 Arbitrage : Óscar Ruiz | Spectateurs : 45 000 Arbitrage : Óscar Ruiz |
| · Fleurquín · Guigou · Alonso · Zalayeta · Magallanes                                                                                        | Tirs au but 5 - 3 | · Acuña · Gamarra · Enciso · Benítez ·                                                                                             |             | Spectateurs : 45 000 Arbitrage : Óscar Ruiz | Spectateurs : 45 000 Arbitrage : Óscar Ruiz |
| Carini - Del Campo, Picún, Lembo ( 89e López), Bergara ( 62e Guigou) - Coelho, Fleurquín, García, Magallanes - Alvez ( 57e Alonso), Zalayeta | Équipes           | Tavarelli - Arce, Gamarra, Caniza, Toledo - Enciso, Paredes, Acuña, Alvarenga ( 67e Ovelar) - Benítez, Santa Cruz ( 76e Caballero) |             | Spectateurs : 45 000 Arbitrage : Óscar Ruiz | Spectateurs : 45 000 Arbitrage : Óscar Ruiz |

## Navigation